# Ma Bourgogne

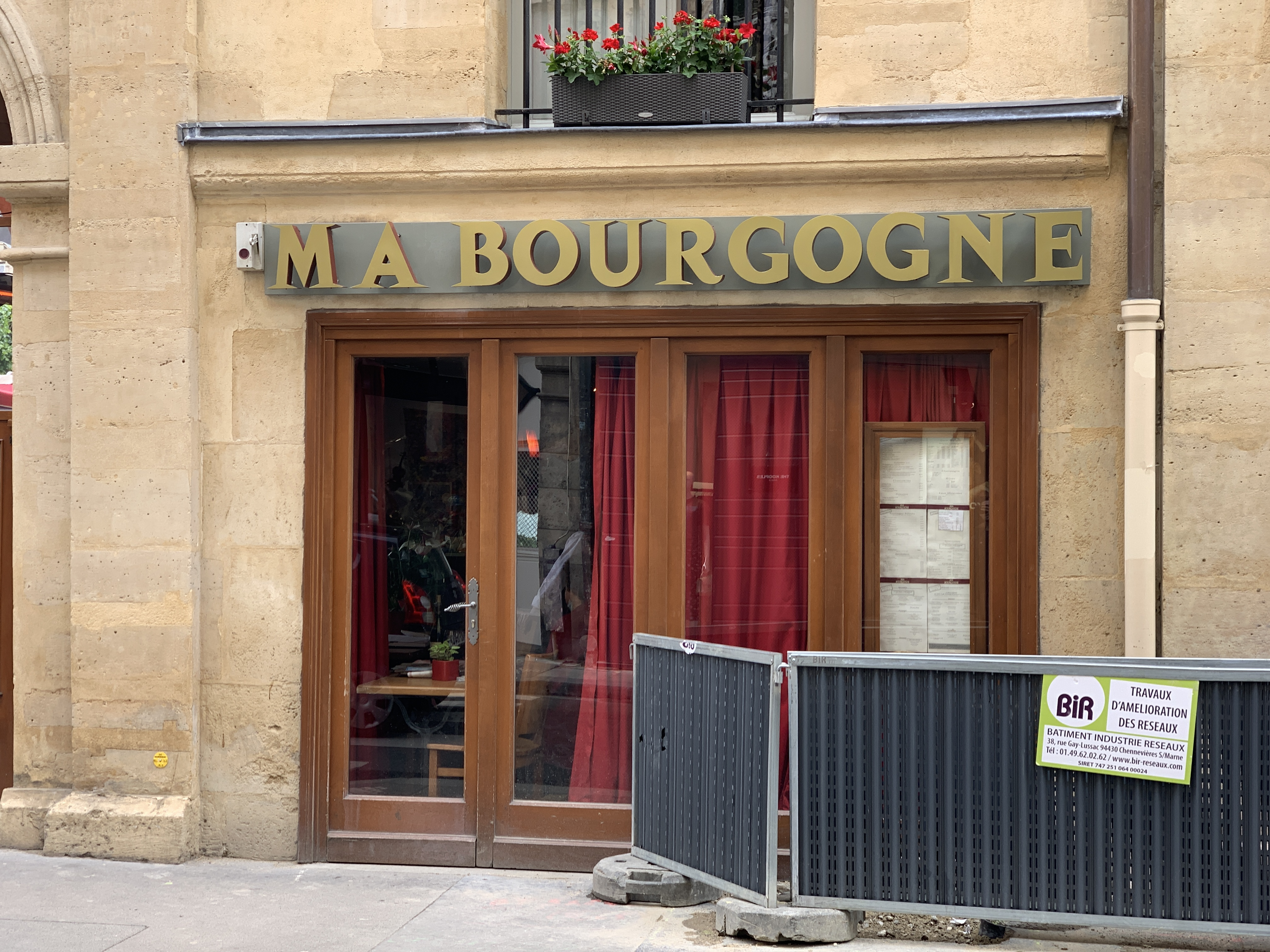
Lindo lugar

Ma Bourgogne es un café en la Plaza de los Vosgos en el distrito de París Le Marais. Se encuentra en el punto noroeste del distrito y es una cafetería en el estilo tradicional francés. Ha existido por muchos años y se la nombra como uno de los mejores cafés de París.
Jean-Paul Sartre y Simone de Beauvoir vinieron aquí después de escapar de una peligrosa protesta acerca de la intervención francesa en Argelia.